# Smarck Michel
Georges Jean-Jacques Smarck Michel (ur. 29 marca 1937 w Saint-Marc, zm. 1 września 2012 w Port-au-Prince) – haitański polityk, premier Haiti w latach 1994–1995.
Urodził się w Saint-Marc w rodzinie wojskowych. Ukończył studia z zakresu zarządzania w biznesie w Nowym Jorku. Był właścicielem sklepu oraz rodzinnej piekarni. Jako działacz opozycyjny był prześladowany przez autorytarne rządy Duvalierów. Wspierał finansowo różne dobroczynne inicjatywy Jeana-Bertranda Aristide'a.
Od 19 lutego do 14 czerwca 1991 był ministrem handlu i przemysłu w rządzie René Prévala. 6 listopada 1994 świeżo przywrócony na urząd prezydent Aristide mianował go na szefa rządu, objął stanowisko 2 dni później. Podał się do dymisji 13 października 1995 wskutek protestów przeciw prywatyzacji, a 7 listopada na stanowisku zastąpiła go Claudette Werleigh. Następnie powrócił do prowadzenia biznesu. Od 2004 do 2006 był ministrem planowania. W 2010 roku przeszedł na emeryturę.
Był żonaty z Victoire Marie-Rose Sterlin, miał z nią syna Kennetha oraz córki Patricię i Marjorie Michel. Zmarł w 2012 roku wskutek nowotworu mózgu.